# NGC 6510
NGC 6510 is een balkspiraalstelsel in het sterrenbeeld Draak. Het hemelobject werd op 9 oktober 1884 ontdekt door de Amerikaanse astronoom Lewis A. Swift.

## Synoniemen
- NGC 6511
- ZWG 300.92
- UGC 11051
- IRAS17540+6049
- MCG 10-25-114
- KAZ 172
- KUG 1754+608
- PGC 61086